# Levi Spear Burridge

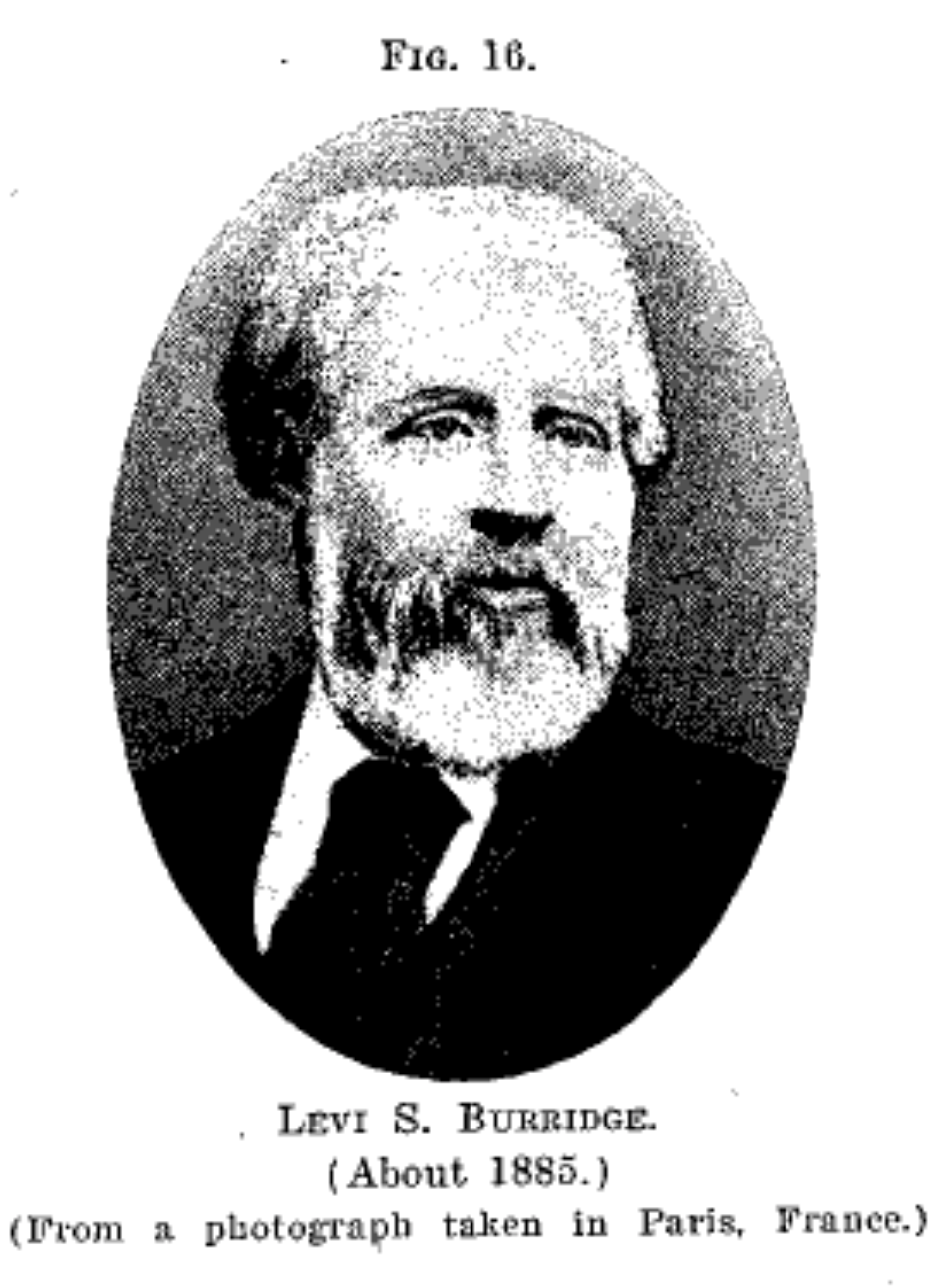
Levi Spear Burridge

Levi Spear Burridge (* 15. Juli 1829 in Painesville, Ohio; † 28. November 1887 in Cannes) war ein US-amerikanischer Prominentenzahnarzt.

## Leben
Levi wurde als Sohn von Samuel Burridge und seiner Frau Hannah, geborene Parmly, geboren. Er studierte Zahnmedizin am Baltimore College of Dental Surgery der University of Maryland und schloss sein Studium 1850 als D.D.S. (Doctor of Dental Surgery) ab. Sein Studium der Medizin absolvierte er am Baltimore College of Physicians and Surgeons (heute: University of Maryland School of Medicine), das er 1851 als M.D. (Doktor der Medizin) beendete. Nach zwei Jahren Praxistätigkeit bei seinem Onkel Eleazar Parmly reiste er nach Rom. 1855 heiratete er Emma Frances Ogden und hatte mit ihr eine Tochter (die früh verstarb) und zwei Söhne, Lee und Frank. Lee Burridge wurde ein Erfinder und hielt über 60 Patente, unter anderem machte er sich einen Namen in der Entwicklung der Schreibmaschine. 1879 setzte sich Levi zur Ruhe und pendelte seitdem zwischen Europa und den USA. Levi starb an den Folgen eines Unfalls in Cannes. Seine sterblichen Überreste wurden nach New York überführt und im Woodlawn Cemetery beigesetzt, einem der angesehensten Begräbnisorte der Stadt. Viele berühmte Persönlichkeiten aus Politik, Wirtschaft und Kunst sind dort begraben.

## Zahnärztliche Tätigkeit
Levi Spear Burridge zählte – neben Thomas W. Evans und Newell Sill Jenkins – zu den im 19. Jahrhundert besonders gefragten US-amerikanischen Zahnärzten in Europa. Er praktizierte vor allem in Italien, Österreich-Ungarn und Frankreich und war unter anderem Zahnarzt von Papst Pius IX. (1792–1878), des Königs beider Sizilien Ferdinand II. (1810–1859), dessen Frau Maria Theresia von Österreich (1816–1867) und (vier Jahre lang) von Kaiserin Elisabeth von Österreich-Ungarn (Sisi, 1837–1898). Die Familie Rothschild zählte nicht nur zu seinen Patienten, sondern auch zu seinen Förderern. Während des Deutsch-Französischen Kriegs (1870–1871) arbeitete er als Arzt beim französischen Roten Kreuz.

## Auszeichnungen (Auszug)
- durch Kaiser Franz Joseph I.
- 1870 Ritter der Ehrenlegion durch Napoleon III.